# William Somerset Maugham
William Somerset Maugham (Párizs, 1874. január 25. – Nizza, 1965. december 16.) angol regényíró, elbeszélő és drámaíró; munkáit a világos stílus, a változatos helyszínek és az emberi természet alapos ismerete jellemzi.

## Élete
Maugham apja, Robert Ormond Maugham, a párizsi brit nagykövetségen dolgozott, mint ügyvéd. Mivel a francia törvény szerint mindenkit, aki Franciaországban született, besorolhattak katonai szolgálatra, elrendezte, hogy Somerset a nagykövetségen lásson napvilágot, tehát technikailag brit földön. Maugham anyja, Edith Mary Snell, tüdőbajban szenvedett. Azokban az időkben az orvosok hittek abban, hogy a gyerekszülésnek gyógyító hatása van a tuberkulózisra, következésképpen a Maugham házaspár egyre növelte gyerekei számát. Az ötödik halva született, és hat nappal később az anya is meghalt; Edith Mary Maugham 41 éves volt. Anyja elvesztését Somerset sohasem tudta teljesen kiheverni. Fényképét ágya mellett tartotta, míg meg nem halt a franciaországi Nizzában, 91 éves korában.
Amikor két évvel anyja halála után apját elvitte a rák, a kisfiút visszaküldték Angliába, és ettől kezdve nagybátyja, Henry MacDonald Maugham, anglikán plébános nevelte (Vicar of Whitstable, Kent). A változás katasztrofális volt az árván maradt tízéves gyerek számára. A nagybácsi hideg természetű volt, és érzelmi szempontból eléggé kegyetlen. Unokaöccsének megtiltotta érzelmei kimutatását, bármilyen érzelemről vagy indulatról volt is szó. Somerset egy nyugodt, de kíváncsi gyerek volt, így igen nehezére esett érzelmi világát állandó ellenőrzés alatt tartani. A „The King’s School” (Canterbury) internátus, ahol a fiú az iskolai évek alatt lakott, pusztán egy másik verziója volt élete purgatóriumának. Társai csúfolták rossz angoljáért (első nyelve a francia volt), és apjától örökölt alacsony termetéért. Dadogása ezekben az időkben fejlődött ki, ami aztán kisebb-rövidebb kihagyásokkal egész életében elkísérte.
Maugham nyomorúságosan érezte magát nemcsak nagybátyja plébániáján, de az internátusban is. Tizenhat éves korában kijelentette, hogy ott tovább nem marad. Ekkor nagybátyja megengedte, hogy Németországban, a heidelbergi egyetemen folytathassa tanulmányait az irodalom, német és filozófia szakokon. Itt találkozott egy John Ellingham Brooks nevű, nála tíz évvel idősebb férfival, aki elsőként vezette be a szexuális élet rejtelmeibe. Angliába való visszatérése után nagybátyja nekilátott valamiféle hivatást találni unokaöccse számára. Ugyan Somerset már húszéves kora óta írt, gondnokának ezt nem merte bevallani. Mivel nemcsak Somerset apja, de négy idősebb bátyja is ügyvéd volt, a nagybácsi ezt is megpróbálta, de Somerset nem volt hajlandó a családi tradíciót követni. Beszédhibája miatt a papi pályafutás szóba se jöhetett, így a helyi orvos tanácsára beiratkozott a londoni St. Thomas orvostudományi egyetemre, ahol 1897-ben megkapta orvosi diplomáját. 1898-ban Párizsba költözött, majd Spanyolországban és Olaszországban utazgatott.

## Korai munkái
Későbbi olvasói és kritikusai úgy vélték, Maugham egyetemi évei ártottak írói alkotókészségének. Ő ezt éppen ellenkezően fogta fel. Londonban olyan emberek között fordult meg, akikkel soha nem találkozott volna más társadalmi körökben. Egyszerű emberek közelségében élt, alkalma volt megfigyelni őket válságos körülmények között. Érett korában így emlékezett vissza orvostanhallgatói tapasztalataira: „Láttam embereket meghalni. Láttam, hogyan viselik a fájdalmat. Láttam, hogy néz ki a remény, a félelem és a megkönnyebbülés…” („I saw men die. I saw how they bore pain. I saw what hope looked like, fear and relief…”) A kórházban alkalma volt megfigyelni, a szenvedés mennyire meg tudja támadni az emberi értékeket, milyen keserűvé és ellenségessé tudja tenni az egyént a betegség – és ezt soha nem felejtette el. Az orvostudomány megismertette az élet nyers oldalával, és lehetőséget nyújtott arra, hogy közelről tudja tanulmányozni az emberi érzelmek széles skáláját.
Ezekben az években Maugham sok füzetet töltött tele írói ötleteivel; nappal tanult, esténként írt. 1897-ben egy kiadóvállalatnak elküldte második, Lambeth-i Liza (Liza of Lambeth) című regényét. (Első könyve Giacomo Meyerbeer zeneszerző életrajza volt, amit Maugham tizenhat éves korában írt még Heidelbergben.) Lambeth London egyik munkásnegyede, ahol a történet játszódik; Liza egy fiatal munkáslány, aki házasságtörést követ el egy nála sokkal idősebb, szintén munkásosztálybeli, nős férfival. A viszony tragédiával végződik. Mint orvostanhallgató, Maugham gyakran segédkezett gyerekszülésnél a londoni szegénynegyedekben, így innen merítette a regényhez szükséges részleteket. A könyv sikert aratott nemcsak az olvasóközönség, de a könyvismertetők körében is, és az első kiadás hetek alatt elfogyott. Ekkor Maugham eldöntötte, hogy hátat fordít az orvosi gyakorlatnak, és megkezdte hatvanöt évig tartó írói karrierjét. Egy későbbi munkájában, ahol az írói hivatásról ír, ezt a megjegyzést tette: „Úgy vetettem magam az írásba, mint a kacsa a vízbe.” („I took to it as a duck takes to water.”)

## További művei
A Lambeth-i Liza után írt munkái meg sem közelítették első regénye népszerűségét; a változást színdarabja, Lady Frederick hozta meg 1907-ben. A darab rendkívüli sikert aratott, és a következő évben négy színművét játszották egyszerre Londonban.
1914-re Maugham már híres szerző volt, tíz regényével és ugyanannyi színdarabjával. Amikor kitört az első világháború (1914-1918), már túl öreg volt ahhoz hogy bevonuljon, így Franciaországban szolgált az angol Vöröskeresztnél. Tagja volt az úgynevezett Irodalmárok Mentőszolgálatának („Literary Ambulance Drivers”). A csoport 23 ismert íróból állt; köztük volt Ernest Hemingway, John Dos Passos és E. E. Cummings. Ezekben az időkben találkozott Frederick Gerald Haxton-nal, aki 1944-ben bekövetkezett haláláig Maugham szeretője volt.
Maugham az I. világháború alatt a brit hírszerzés titkos ügynökeként dolgozott. Működését 1915-ben, Svájcban kezdte titkos adatok gyűjtésével, írói tevékenysége leple alatt. A jó hidegvérrel, kitűnő megfigyeléssel és ítélőképességgel rendelkező író kitűnően végezte kémszolgálati feladatát. 1917 júniusában Sir William Wiseman, a brit titkosszolgálat főnöke megbízta egy oroszországi küldetéssel. Mivel az angoloknak érdekükben állt, hogy az orosz ideiglenes kormány megtartsa hatalmát, Maugham feladata volt, hogy figyelemmel kísérje a történéseket. Az angolok azonban már elkéstek: két hónappal később a bolsevik kormány átvette a hatalmat. Maugham, aki soha nem mulasztotta el az alkalmat, hogy a való élet eseményeiből fikciót írjon, kémkedési tapasztalatait egy novellasorozatban (Ashenden or the British Agent) foglalta össze. Hősük egy Ashenden nevű, művelt úriember. Ezek a novellák később erősen inspirálták Ian Fleming angol írót a híressé vált James Bond kalandregény- és novellasorozatának megírásában.
Általános kritikusi és olvasói vélemény szerint Maugham mesterműve az Örök szolgaság (Of Human Bondage, 1915) című önéletrajzi regénye. Főhőse, Philip Carey is árva volt, akit szintén vallásos nagybátyja nevelt; a Whitstable-i plébánost itt Blackstable-i plébánosnak hívják; Maugham beszédhibájának visszhangjaként, Philipnek tuskólába van. Mindezek ellenére Maugham azt állította, hogy a történet fikció. 1938-ban azonban már így írt: „A tények és a képzelet annyira keverednek munkáimban, hogy rájuk visszatekintve, már magam sem tudom megkülönböztetni őket.” („Fact and fiction are so intermingled in my work that now, looking back on it, I can hardly distinguish one from the other.”)
Majdnem minden regénye az életből vett karaktereken alapult: Az ördög sarkantyúja (The Moon and Sixpence, 1919) Paul Gauguin életének eseményei ihlették, a Sör és perec (Cakes and Ale, 1930) mögött Thomas Hardy és Hugh Walpole írók alig leplezett élettörténete húzódik meg. Maugham utolsó nagyobb munkája, a Borotvaélen (The Razor's Edge, 1944), eléggé különbözik előző regényeitől: míg a cselekmény nagy része Európában játszódik, a főszereplők ezúttal amerikaiak. Főhőse egy illúzióját vesztett első világháborús volt katona, aki búcsút mond gazdag barátainak és korábbi életmódjának, majd Indiába megy abban a reményben, hogy ott majd megnyugvásra talál. A második világháború viszontagságai után az emberek különös érdeklődéssel olvasták a keleti, misztikus jellegű történeteket. A regényt rövidesen filmre is vitték.
A két háború közötti időkben Maugham egyike volt a legjelentősebb útleíróknak. 1949-ben kiadták válogatott írásait saját naplójából, Egy író jegyzetei címmel (A Writer's Notebook). Bár ezek az írások epizódszerűek és minőségük változó, több mint ötven évet fognak át Maugham rajongói és tanulmányozói örömére.
Első utazását 1916-ban a csendes-óceáni szigetekre – ahol adatokat gyűjtött a Gauguin életére alapozott Az ördög sarkantyúja című regényéhez – még több utazás követte. Az 1920-as és 30-as években Indiába, Délkelet-Ázsiába és Kínába tett útjai megalapozták Maugham hírét mint a kolonializmus utolsó napjainak krónikását. Ezekre az utakra partnere, Haxton is elkísérte. Kínosan szégyenlős természete miatt Maugham Gerald Haxtont nélkülözhetetlen útitársnak tekintette. Haxton közvetlen modora segítségével összegyűjtötte mindazt az anyagot, amiből aztán Maugham történeteit megírta.
Novellái közül azok a legemlékezetesebbek, melyekben a távol-keleti angol gyarmatosok életéről ír; ezekben a történetekben élethűen festi meg az elszigetelten élő telepesek érzelmi világát. Legkiválóbb munkái ebben a műfajban az Eső („Rain”), „Footprints in the Jungle”, és a „The Outstation”. Az Esőt, amelyben egy misszionárius megkísérli egy Sadie Thompson nevű prostituált megtérítését, többször is megfilmesítették. Maugham elismerte, hogy legtöbb novelláját a brit birodalom állomáshelyein hallott történetekre alapozta.
Bár Maugham szexuális kapcsolatai többnyire férfiakkal alakultak ki, a női nemet sem vetette meg. Viszonyt kezdett Syrie Wellcome-mal, az amerikai születésű gyógyszerészmágnás Henry Wellcome feleségével. A viszonyból született lányuk, Liza (Mary Elizabeth Wellcome, 1915–1998). Henry Wellcome ekkor beadta a válópert, és 1917-ben Maugham és Syrie összeházasodtak.
Maugham biszexualitása kétféleképpen is hatott írásaira. Mivel a nőket szexuális riválisainak tekintette, gyakran ruházta fel őket olyan szexuális étvággyal és szükségletekkel melyek a korabeli szerzők munkáiban eléggé szokatlanok voltak. A Lambeth-i Lizá-ban, a Sör és perec-ben, és a Borotvaélen-ben a női karakterek szexualitása annyira elsöprő, hogy a következményekkel mit sem törődnek. A másik hatás saját világszemléletében nyilvánult meg: bárhova utazott, szexuális hajlamait görbe szemmel nézték, sőt, bűntettként fogták fel, és ez Maugham-ot toleránssá tette a mások hibáival szemben. Olvasói és kritikusai gyakran panaszkodtak, hogy regényeiben és színdarabjaiban nem ítélte el elég egyértelműen szereplői rossz tulajdonságait. Kritikusainak Maugham 1938-ban így válaszolt: „Biztosan az a hibám, hogy mások bűnei miatt nem döbbenek meg súlyosan, hacsak nem érintenek személyesen.” („It must be a fault in me that I am not gravely shocked at the sins of others unless they personally affect me.”) Maugham gyakori utazgatásai és Haxtonhoz fűződő kapcsolata megkeserítette házasságát, és 1927-ben Syrie és Maugham elváltak.
Maugham a válás után 1928-ban Dél-Franciaországban, Cap Ferrat-ban villát vett, és végleg letelepedett Haxtonnal. A villa nemcsak otthona lett, de egyike az 1920-as és 1930-as évek irodalmi szalonjainak is. Írói munkásságát fáradhatatlanul folytatta; 1940-re, amikor a németek lerohanták Franciaországot és Maugham-nak el kellett hagynia a francia Riviérát, ő volt az angol nyelvű világ egyik leghíresebb és egyben leggazdagabb írója. Ekkor már a hatvanas éveit taposta. A II. világháború nagy részét az Egyesült Államokban töltötte, főképpen Hollywoodban, ahol forgatókönyvek írásával foglalkozott. Amikor Gerald Haxton 1944-ben meghalt, Maugham visszaköltözött Angliába, majd két év múlva franciaországi villájába. Gyakori utazásait leszámítva, itt lakott egészen haláláig.
Az ürességet, amit Haxton halála okozott, egy Alan Searle nevezetű fiatalember töltötte be, aki hűséges, bár nem túlzottan inspiráló társnak bizonyult. Maugham szerelmi élete soha nem ment simán. Egyszer bevallotta: „Legtöbbnyire azokat szerettem, akik nem sokat törődtek velem, és az, ha engem szerettek, inkább zavarba ejtett…Hogy ne sértsem meg őket, gyakran mutattam olyan szenvedélyes érzelmeket amiket egyáltalán nem éreztem.” („I have most loved people who cared little or nothing for me, and when people have loved me I have been embarrassed… In order not to hurt their feelings, I have often acted a passion I did not feel.”) Utolsó éveiben Maugham örökbe fogadta Searle-t, hogy biztosítsa a férfi számára vagyona öröklését. Amellett hogy elhatározását Liza lánya férjével együtt erősen ellenezte, lépésével Maugham nevetségessé vált a nyilvánosság előtt is. Sírja az írónak nincs. Hamvait a canterburyi King's School „Maugham könyvtára” közelében szórták el.
Legtöbb regényét, színdarabját és novelláját megfilmesítették, kezdve a némafilmek (1928) korszakától egészen napjainkig. Bár kiskorában kicsi volt és gyenge, kitartó természetére már akkor is büszke volt; mint felnőtt, önmaga megelégedésére egyik könyvét a másik után írta – örült annak, hogy még mindig képes alkotni. Sikerei ellenére, munkáit a kritikusok és korabeli írótársai nem kezelték különösebb tisztelettel. Maga Maugham ezt a jelenséget azzal magyarázta, hogy hiányzott nála a lírikus kifejezésmód, szókincse megszabott volt, és a szóképek használatához nem volt elég szakértői érzéke.
Maugham azokban az időkben írt, amikor a modern kísérletező irodalom úttörőit mind a kritikusok, mind az olvasóközönség érdeklődéssel és elismeréssel fogadta. Ilyen irodalmi újítók közé tartozott William Faulkner, Thomas Mann, James Joyce és Virginia Woolf. Maugham visszafogott prózája a szenvedélyeket és feszültségeket egyszerű és világos formában, minden különösebb melodráma nélkül jeleníti meg. Ennek ellenére stílusát így kritizálták: „[prózája]…annyira a közhelyek tömegéből áll, hogy az ember elcsodálkozik nemcsak azon, hogy hogyan tudott ennyit összeszedni, hanem azon is, mennyire képtelen volt valamit is egyéni módon kifejezni.” („[his prose]…such a tissue of clichés that one's wonder is finally aroused at the writer's ability to assemble so many and at his unfailing inability to put anything in an individual way”.)

## Hatása
Eleinte az Örök szolgaság (Of Human Bondage, 1915) ellenséges kritikát kapott Angliában és Amerikában is. Az irodalomkritikusok a főhős, Philip Carey romantikus megszállottságát egy szegény bolond érzelgős rabszolgaságának nevezték, míg Theodore Dreiser (1871-1945), a befolyásos amerikai író és kritikus védelmébe nem vette a regényt. Kijelentette, hogy a könyv egy zseniális mű, olyan, mint egy Beethoven-szimfónia. Dreiser kritikája felemelte a regényt arra a magaslatra amit megérdemelt, és a könyvet azóta is többször kiadták.
1947-ben Maugham jutalomdíjat alapított (Somerset Maugham Award) a harmincöt éven aluli legjobb brit írók számára, a megelőző évben már kiadott regényeik megítélése alapján. A díjazottak között volt V. S. Naipaul, Kingsley Amis, Martin Amis és Thom Gunn. Mielőtt meghalt, Maugham szerzői jogait a Királyi Irodalmi Alapítványnak adományozta (Royal Literary Fund). Anthony Burgess angol író egyike volt azoknak a keveseknek akik dicsérték Maugham irodalmi teljesítményét. Az író iránti tiszteletből Burgess megkísérelt egy képzeletbeli portrét festeni Maugham-ról az Earthly Powers (1980) című regényében. George Orwell állította, hogy Maugham volt az első modern író, aki komoly befolyással volt írásaira. Paul Theroux amerikai regényíró és utazó, The Consul's File című novellagyűjteményében továbbviszi Maugham koloniális történeteit, azzal a különbséggel, hogy Theroux kivándorlói a modern Malajzia vidékén töltik elszigetelt életüket.
Róla nevezték el a Hetedik című filmben a Morgan Freeman által alakított Somerset nyomozó karakterét. A filmben meg is említik Maugham egyik regényét, az Örök szolgaságot.

## Magyarul

### 1944-ig
- A varázsló; Singer-Wolfner, Bp., 1924 (Koronás regények)
  - (Az árnyék testvére; A mágus címen is)
- A színes fátyol. Regény; ford. Schmidt József; Pantheon, Bp., 1925 (A regény mesterei)
- Eső. Dráma; színpadra átdolg. Vajda László, ford. Harsányi Zsolt; Marton, Bp., 1925 (Marton Sándor színpadi kiadóvállalat könyvtára)
- A mágus. Regény; ford. Wisingerné Mohr Margit; Pantheon, Bp., 1928 (Színe-java)
  - (Az árnyék testvére; A varázsló címen is)
- Az ördög sarkantyúja. Regény; ford. D. Guthi Erzsébet; Athenaeum, Bp., 1930 (Athenaeum könyvtár)
- Egy levél megrezdül; ford. Veres Klára; Pantheon, Bp., 1936 (Jó könyvek)
- Sör és perec; ford. Ignotus Pál; Athenaeum, Bp., 1936
- Zsákucca; ford. Marton Anna; Pantheon, Bp., 1936 (Jó könyvek)
  - (Blake Fred címen is)
- Örök szolgaság. Regény; ford. Gáspár Miklós, Lányi Miklós; Bárd Ferenc, Bp., 1937
- Színház; ford. Szerb Antal; Athenaeum, Bp., 1938 (Athenaeum regénytár)
- A kazuárfa; ford. Németh Andor; Athenaeum, Bp., 1938
- Karácsony Párisban. Regény; ford. Gellért Endre; Bárd, Bp., 1939 (Szép írások)
- Az árnyék testvére / Három novella; ford., átdolg. Supka Géza; Forrás, Bp., 194?
  - (A varázsló; A mágus címen is)
- Hat elbeszélés egyes szám – első személyben; ford. Vasvári Tibor, Németh Andor; Bárd, Bp., 1942 (Szép írások)
- Guy de Pourtalés: Csodák éjszakája / Somerset Maugham: A forradásos ember; Áchim, Bp., 1943 (Százezrek könyve)
- Úgy mint eddig; ford. Konrád Frigyes; Bárd, Bp., 1943 (Szép írások)
- Ah King; ford. Vasvári Tibor; Bárd, Bp., 1943 (Szép írások)

### 1945–
- Ashenden; ford. Bán Miklósné; Bárd, Bp., 1946 (Szép írások)
- A legsötétebb óra. Regény; ford. Tábori Mihály; Bárd, Bp., 1946 (Szép írások)
- Akkor és most. Regény; ford. Vas István; Révai, Bp., 1947
- Borotvaélen. Regény; ford. Kéry László; Révai, Bp., 1947
- A végzet játékai; ford. Bókay János; Révai, Bp., 1948
- Életem; ford. Vas István; Révai, Bp., 1948
- Trópusi történetek. Minden hiába; Alexander, Tel-Aviv, 195? (Forum könyvtár)
- Eső. Elbeszélések; ford. Nagy Péter, utószó Görgey Gábor; Szépirodalmi, Bp., 1960 (Olcsó könyvtár)
- Téli utazás. Elbeszélések; ford. Benedek András et al., vál. Bányay Géza, utószó Görgey Gábor; Európa, Bp., 1964 (Milliók könyve)
- Sör és tea vagy A család szégyene. Regény [Sör és perec]; ford. Látó Anna; Irodalmi, Bukarest, 1967 (Horizont)
- Az oroszlánbőr. Elbeszélések; ford. Benedek András et al.; Európa, Bp., 1968
- Örök szolgaság. Regény; ford. Gáspár Margit; Európa–Forum, Bp.–Novi Sad, 1969
- Kozman Gusztáv: Látszat és valóság; Somerset Maugham novellája alapján; in: A tettes ismerős; NPI, Bp., 1971 (Színjátszók kiskönyvtára)
- Catalina; ford. Szíjgyártó László; Magvető, Bp., 1973 (Világkönyvtár)
- Zsákutca. Regény; ford. Göncz Árpád, utószó Borbás Mária; Szépirodalmi, Bp., 1973 (Olcsó könyvtár)
- Egy távoli gyarmaton. Elbeszélések; ford. Benedek András et al.; Gondolat, Bp., 1973 (Világjárók)
- Ashenden, a hírszerző; ford. Barkóczi András et al.; Európa, Bp., 1986 (Európa zsebkönyvek)
- Szerelmek végórái; ford. Kiss Marianne; Fabula, Bp., 1994
- Blake Fred; ford. Marton Anna; Inkvizítor, Bp., 1997 (Bestseller sorozat)
  - (Zsákucca címen is)
- Fenn a villában; ford. B. Albitz Ilona; Fiesta, Bp., 2000
- A festett fátyol; ford. Horváth Kornélia; Európa, Bp., 2016

## Magyar vonatkozások, átdolgozások

### Csodálatos Júlia
„Színház” című darabjából 2004-ben készült el a legújabb filmes adaptáció. A rendező: Szabó István, az operatőr Koltai Lajos volt. A címszerepet Annette Bening játszotta. Alakítását Oscar-díjra jelölték. Az igazgató szerepében Jeremy Irons-t láthattuk. A film címe magyarul Csodálatos Júlia, angolul: Being Julia.
A regény megjelenése 1937, a színpadra állítva: 1941 (New York).
Ezt megelőzően, 1962-ben készült film. Rendezte: Alfred Weidenmann, a főszereplők: Lilli Palmer és Charles Boyer (Adorable Julia, németül: Julia, du bist zauberhaft, magyar címe Csodálatos vagy, Júlia).
Litvánul 1978-ban filmesítették meg Teatris címen.

### Imádok férjhez menni
A regény 1919-ben jelent meg. A darabot magyarul 1964-ben a József Attila Színház mutatta be Nádas Gábor és Szenes Iván átdolgozását, fordította Nemes László, eredeti címe: Home and Beauty. A főszereplők: Váradi Hédi, Darvas Iván és Bodrogi Gyula voltak.
Első filmváltozata Too Many Husbands, illetve My Two Husbands 1940-ben készült Melvyn Douglas főszereplésével. Remake készült a regény alapján Jack Lemmon főszereplésével Three For The Show címen 1955-ben, ez már Technicolor színes változatban.
Eredeti címén 1978-ban is készült belőle film (Home and Beauty, illetve Do You Remember?)

## Fordítás
- Ez a szócikk részben vagy egészben  a   William_Somerset_Maugham című angol Wikipédia-szócikk fordításán alapul.  Az eredeti cikk szerkesztőit annak laptörténete sorolja fel. Ez a jelzés csupán a megfogalmazás eredetét és a szerzői jogokat jelzi, nem szolgál a cikkben szereplő információk forrásmegjelöléseként.